# Dion Zlatousti
Dion Zlatousti, Dion Krizostom (starogrčki: Δίων Χρυσόστομος ), Dion iz Pruse ili lat. Dio Cocceianus (Dion Kokcejan) (oko 40. – oko 120.) bio je grčki orator, pisac, filozof i povjesničar Rimskog Carstva iz 1. stoljeća. Osamdeset njegovih Diskursa (ili Oracija) are extant, kao i nekoliko Pisama i šaljivi podrugljivi esej U slavu kose te još nekoliko inih fragmenata. Njegovo prezime Krizostom dolazi od grčke riječi chrysostomos što doslovno znači "zlatousti". Ne bi ga se smjelo brkati ga s rimskim povjesničarem Dionom Kasijem Kokcejanom niti s biskupom iz 4. stoljeća Ivanom Zlatoustim iz Carigrada (koji je također na grčkom Chrysostomos).
Napisao je brojna filozofska i povijesna djela, no nijedno nije sačuvano. Jedno od tih djela Getica bila je o Getae, koje je Suda netočno pripisao Dionu Kasiju Kokcejanu.

## Izdanja
- Hans von Arnim, Dionis Prusaensis quem uocant Chrysostomum quae exstant omnia (Berlin, 1893–1896).
- Trans. J. W. Cohoon, Dio Chrysostom, I, Discourses 1-11, 1932. Harvard University Press, Loeb Classical Library:
- Trans. J. W. Cohoon, Dio Chrysostom, II, Discourses 12-30, 1939.
- Trans. J. W. Cohoon & H. Lamar Crosby, Dio Chrysostom, III, Discourses 31-36, 1940.
- Trans. H. *Lamar Crosby, Dio Chrysostom, IV, Discourses 37-60, 1946.
- Trans. H. Lamar Crosby, Dio Chrysostom, V, Discourses 61-80. Fragments. Letters, 1951.
- H.-G. Nesselrath (ed), Dio von Prusa. Der Philosoph und sein Bild [Discourses 54-55, 70-72], introduction, critical edition, commentary, translation, and essays by E. Amato et al., Tübingen 2009.

## Studies
- E. Amato, Xenophontis imitator fidelissimus. Studi su tradizione e fortuna erudite di Dione Crisostomo tra XVI e XIX secolo, Alessandria: Edizioni dell'Orso, 2011.
- T. Bekker-Nielsen, Urban Life and Local Politics in Roman Bithynia: The Small World of Dion Chrysostomos (Aarhus, 2008).
- P. Desideri, Dione di Prusa (Messina-Firenze, 1978).
- B.F. Harris, "Dio of Prusa", in Aufstieg und Niedergang der Römischen Welt 2.33.5 (Berlin, 1991), 3853-3881.
- C.P. Jones, The Roman World of Dio Chrysostom (Cambridge, MA, Harvard University Press, 1978).
- Simon Swain, Hellenism and Empire. Language, Classicism, and Power in the Greek World, AD 50-250 (Oxford, 1996), 187–241.
- Simon Swain. Dio Chrysostom (Oxford, 2000).
- Eugenio Amato, Xenophontis imitator fidelissimus: studi su tradizione e fortuna erudite di Dione Crisostomo tra XVI e XIX secolo (Alessandria:  Edizioni dell'Orso, 2011) (Hellenica, 40).

## Vanjske poveznice

### Dionovi tekstovi
- Svi radovi na LacusCurtius (engleski prijevodi, nešto je tekstova na grčkom)

### Sekundarni materijali
- Dion iz Pruse  Arhivirana inačica izvorne stranice od 17. veljače 2008. (Wayback Machine) na Livius.Org
- Uvod u Loebov prijevod na LacusCurtius